# Senostoma unipunctum
Senostoma unipunctum là một loài ruồi trong họ Tachinidae.